# مضبعة (ريمة)
مضبعه هي إحدى قرى مديرية السلفية بمحافظة ريمة اليمنية، بلغ تعداد سكانها 985 نسمة حسب إحصاء اليمن لعام 2004.